# Горобине насіння Черняєва
Buglossoides czernjajevii (горобине насіння Черняєва або буглосоїдес Черняєва) — вид рослин родини шорстколисті (Boraginaceae), поширений у Молдові й Україні.

## Опис
Однорічник 10–60 см завдовжки. Рослина сірувато-зелена. Стебла вкриті простими й залозистими волосками, а по ребрах — і гострими притиснутими щетинками. Віночок 6–8 мм завдовжки.

## Поширення
Європа: Україна, Молдова.
В Україні зростає на борових і приморських пісках — у Лісостепу і Степу (переважно в пд.-сх. ч.) часто; на Поліссі зрідка (ок. Києва). Входить у список регіонально рідкісних рослин Запорізької області.